# Рязановська сільська рада (Стерлітамацький район)
Ряза́новська сільська рада (рос. Рязановский сельский совет) — муніципальне утворення у складі Стерлітамацького району Башкортостану, Росія. Адміністративний центр — присілок Рязановка.

## Населення
Населення — 1014 осіб (2019, 1119 в 2010, 981 в 2002).

## Склад
До складу поселення входять такі населені пункти:
| Населений пункт         | Населення, осіб (2002) | Населення, осіб (2010) |
| ----------------------- | ---------------------- | ---------------------- |
| Єслевський, присілок    | 84                     | 70                     |
| Кучербаєво, присілок    | 278                    | 332                    |
| Маршановка, присілок    | 42                     | 83                     |
| Новомукатовка, присілок | 12                     | 6                      |
| Рибкинський, хутір      | 10                     | 12                     |
| Рязановка, присілок     | 555                    | 616                    |